# فريدريك هنريك أف شابمان
فريدريك هنريك أف شابمان (بالسويدية: Fredrik Henrik af Chapman)‏ هو صانع سفن ‏ وعسكري ومهندس سويدي، ولد في 9 سبتمبر 1721 في Göteborg City ‏ في السويد، وتوفي في 19 أغسطس 1808 في Karlskrona city community ‏ في السويد.

## معرض صور

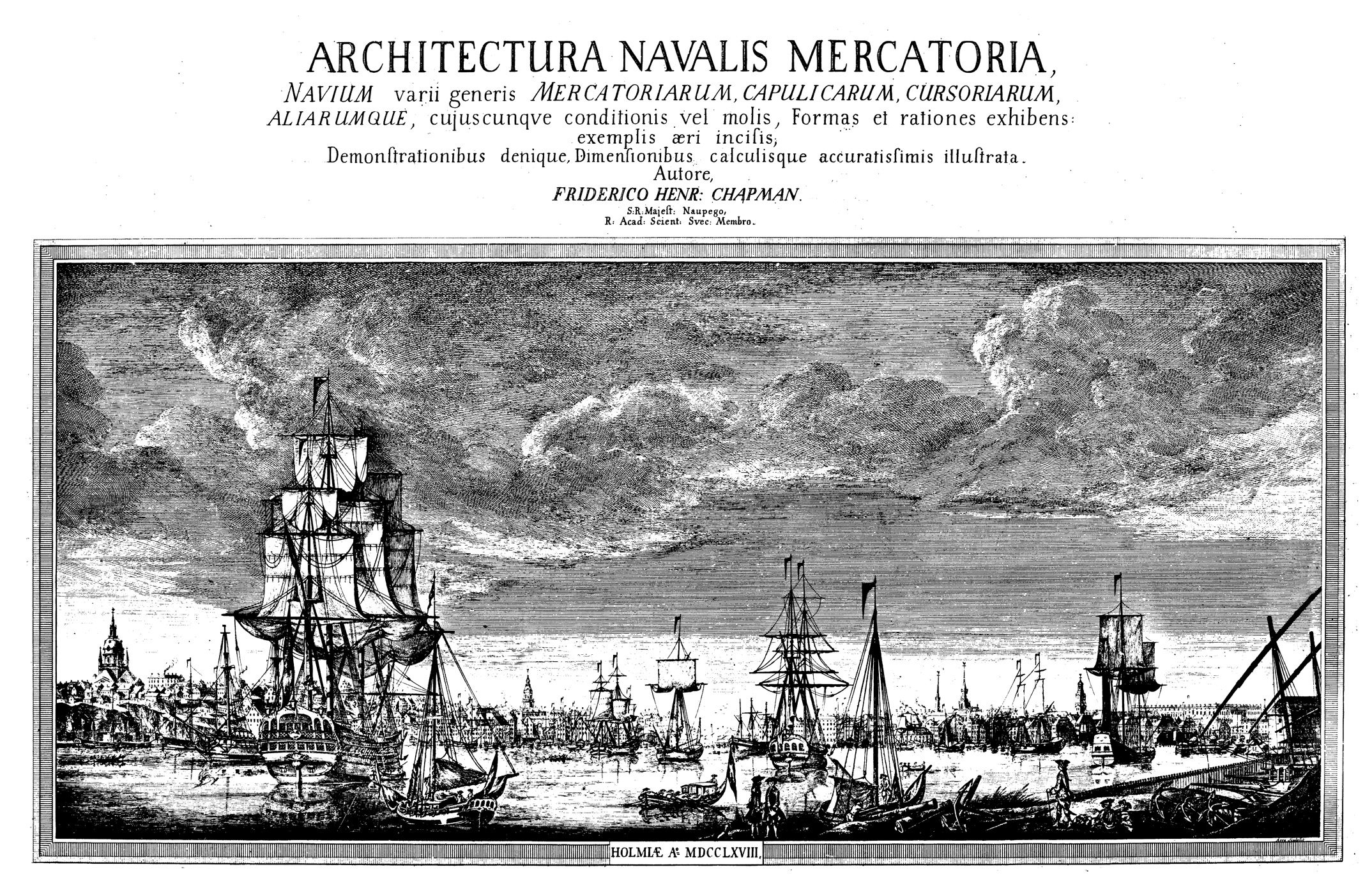
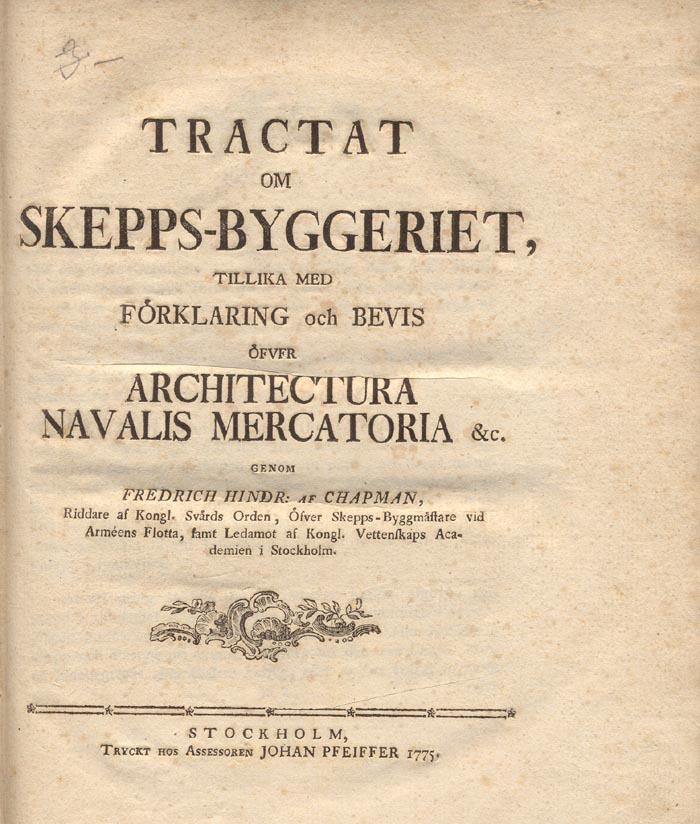
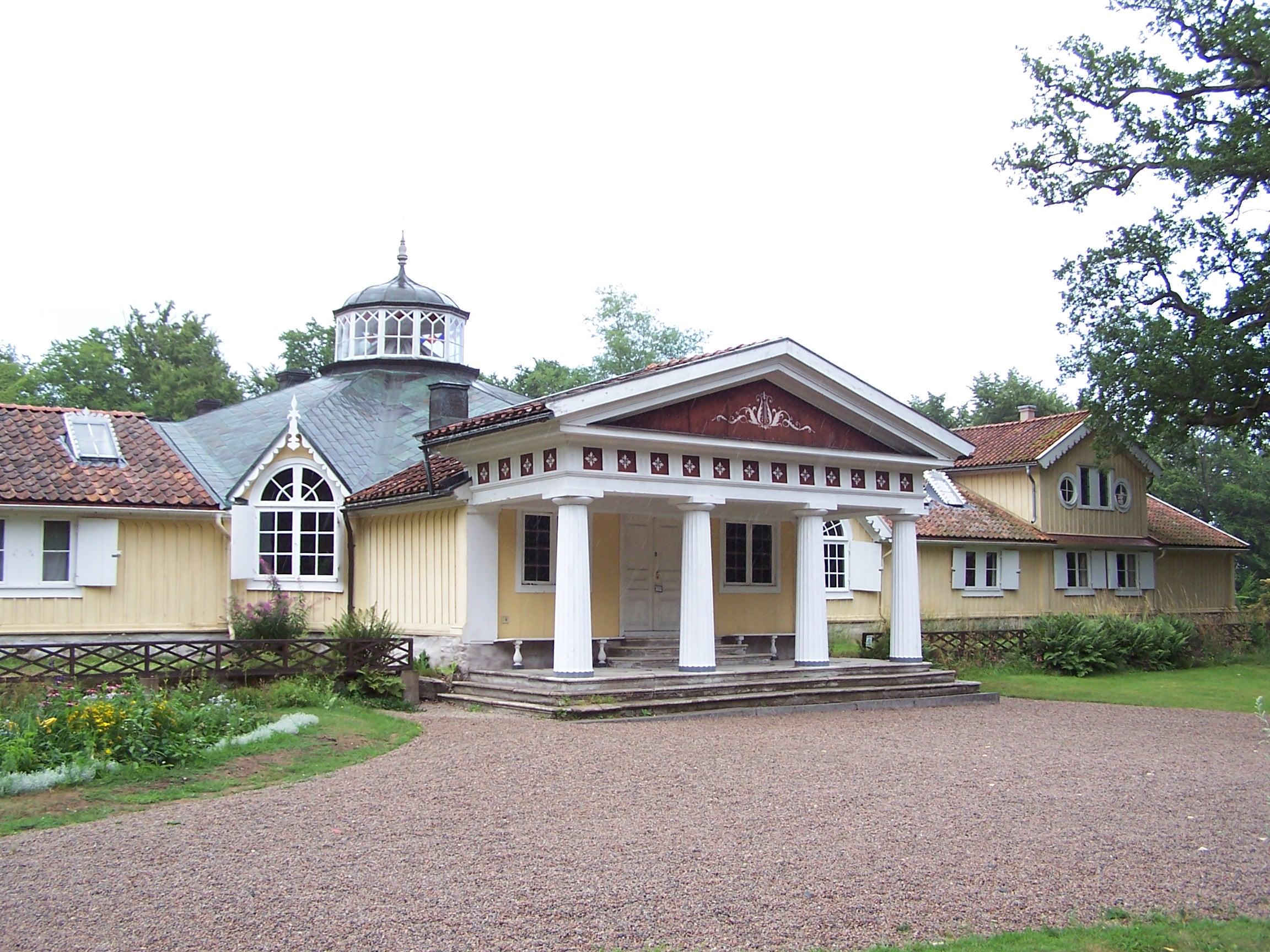
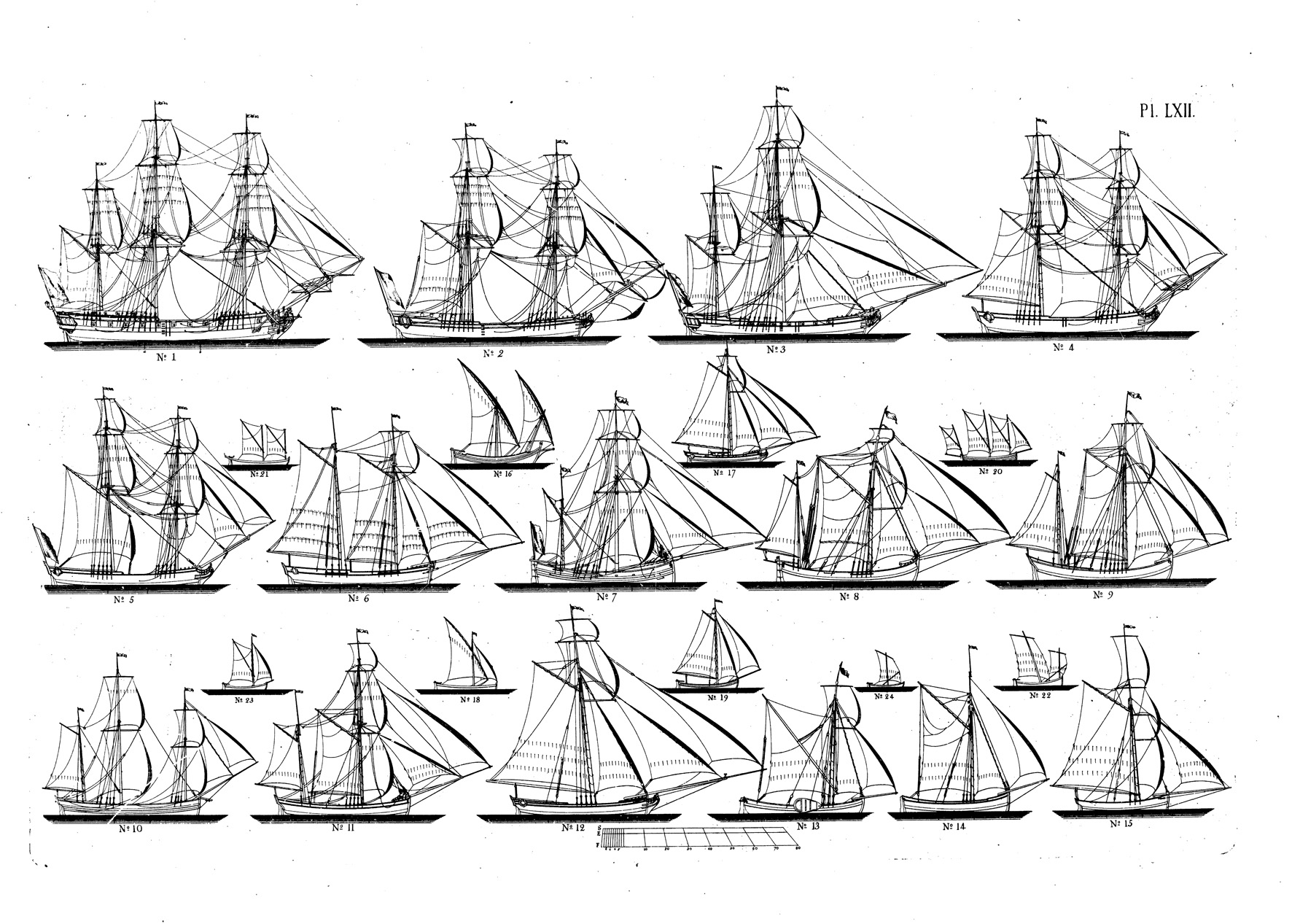